# بيت الشرجي (الضالع)
بيت الشرجي هي إحدى قرى الجمهورية اليمنية. تتبع جغرافيا لمحافظة الضالع و إداريًا لمديرية قعطبة. يبلغ تعداد سكانها 6915 نسمة حسب الإحصاء الذي أجري عام 2004.